# Gilleleje Kirke
Gilleleje Kirke er en kirke i Gilleleje Sogn i Gribskov Kommune, tidligere Græsted-Gilleleje Kommune

## Eksterne kilder og henvisninger
- Gilleleje Kirke hos KortTilKirken.dk
- Gilleleje Kirke hos danmarkskirker.natmus.dk (Danmarks Kirker, Nationalmuseet)